# 674 Rachele
674 Rachele је астероид главног астероидног појаса. Приближан пречник астероида је 97,35 ,
а средња удаљеност астероида од Сунца износи 2,924 астрономских јединица (АЈ).
Инклинација (нагиб) орбите у односу на раван еклиптике је 13,508 степени, а орбитални период износи 1826,340 дана (5,000 година). Ексцентрицитет орбите астероида износи 0,194.
Апсолутна магнитуда астероида износи 7,42 а геометријски албедо 0,200.
Астероид је откривен 28. октобра 1908. године.